# 國泰 (清朝)
富察國泰，（？—1782年）鑲白旗滿洲，讷殷富察氏，清朝乾隆年間為官，八旗貴族子弟，官至山東巡撫。祖上为镶白旗讷殷富察氏孟古愼郭和。

## 生平

### 少年得志

#### 仕宦之家
為滿洲鑲白旗人。父親文綬，曾任內閣中書、陝甘總督、四川總督，為朝廷大吏。因此國泰自幼養處尊優，盛氣凌人。不久被朝廷授予刑部主事一職。

#### 平步青雲
步入官場期間投靠军机大臣和珅，多贈財富珠寶。隨後在數年之內累累遷升，歷任郎中、山東按察使、山東布政使，再至山東巡撫，任期達七年之久。國泰自此權大勢大，越發不可一世，目中無人，獨霸一方，為非作歹。

### 貪贓惹禍

#### 結黨營私
國泰在任職期間，勒索官吏，剝削百姓，每年藉口朝貢，大肆搜刮。官員遷調，必先賄賂國泰。其手下為了升官，四處侵占庫銀，私吞公款。巧立名目，苛捐雜稅，競相以重金賄賂，導致地方百姓民不聊生。國泰劣跡昭彰，其親信如于易簡（大學士于敏中之弟）、呂爾卓、馮誕、郭德平等人，皆臭名在外。
國泰的長期搜刮導致山東各州縣府庫虧空甚為嚴重，乾隆四十六年，軍機處大臣阿桂密奏乾隆，稱國泰「性情乖張，多有違令。」乾隆乃使山東布政使于易簡進京詢問，結果在于易簡的有意掩護下，國泰僅受到「馭吏屬當寬嚴得中」的指責。

#### 自取滅亡
乾隆四十七年，御史錢灃上書參劾國泰「吏治廢弛，貪婪無厭」「遇有升調，唯視行賄多寡，以致歷城等州縣虧空八、九萬或六、七萬之多」同時也參劾于易簡「亦縱情攫賄」。奏疏中並列出國泰各項不法情事，引起了乾隆皇帝的重視，乃遣尚書和珅與左都御吏劉墉為欽差大臣，隨錢灃往山東稽查。
南下時，錢灃等人曾攔截到一國泰家人，身上有國泰予和珅之信，但因信中祕語甚多，即便乾隆要求嚴審該家人，終因查無實據，不了了之。 
和珅、劉墉、錢灃等人一行至山東後，便致歷城查庫，然因縣令郭德平已向地方商人籌借銀兩，強湊差額，故查無缺銀。錢灃又注意到銀兩成色參差不一，乃封閉銀庫，明查暗訪，遂查獲事情真相。
不數日，錢灃使劉墉令人貼出布告，令各商賈人等，有借與官府銀兩者，盡速取回，遲者即沒收充公。消息一出，商販急速前來，不過片刻，府庫皆空，郭德平自知罪責難逃，招認不諱，連帶供出呂爾卓、馮誕、于易簡等人罪行，後三者隨即一一被捕到案，皆坦認不諱。劉墉又使人查訪各府庫銀，發現落入國泰私囊者，竟達二十萬兩之多。錢灃隨即命人提審國泰，因證據充足，國泰無力反駁。
五月，和珅、劉墉押國泰回京覆命，乾隆下旨將國泰、于易簡擬斬監候，遣明興為新任山東巡撫。
六月，明興回報全省各地庫銀缺額達二百萬兩，乾隆震驚，使人提審國泰，國泰辯解為山東王倫作亂，挪用軍費所致。乾隆大怒，駁斥國泰：「王倫作亂不足一月，豈需如此巨量銀兩以作軍需？」隨即下旨，賜國泰、于易簡獄中自盡。國泰遂自裁而亡。

#### 家族
- 祖：滿啟（见人名权威资料(富察)國泰），《八旗满洲氏族通谱》记为满奇，官员外郎，属镶白旗讷殷富察氏孟古愼郭和一支，同族有福敏、傅鼐等，为雍正府邸旧人。
- 父: 四川總督、陝甘總督富察文綬。 四川总督文绶（《内阁小志》：科占为四川总督文绶弟）
- 叔：富察廷魁（见人名权威资料(富察)文绶）、堂叔科占，尚书傅鼐之子。
- 弟：富察國霖 （其女嫁和珅同族鑲黃旗鈕祜祿氏博克順，額亦都後裔）。
- 族亲西安将军观成，禮部尚書贵庆。